# Beaumont (Haití)
Beaumont (en criollo haitiano Bomon) es una comuna de Haití, que está situada en el distrito de Corail, del departamento de Grand'Anse.

## Secciones
Está formado por las secciones de:
- Beaumont (que abarca la villa de Beaumont)
- Chardonnette
- Mouline

## Demografía
| Gráfica de evolución demográfica de Beaumont entre 2009 y 2015 |
|                                                                |

Los datos demográficos contemplados en este gráfico de la comuna de Beaumont son estimaciones que se han cogido de 2009 a 2015 de la página del Instituto Haitiano de Estadística e Informática (IHSI). 